# Xu Mian
Xu Mian (徐勉) (466-535), artighetsnamn Xiuren (修仁), formellt Hertig Jiansu (简肃公, bokstavligen "den urskillningslöse och högtidlige hertigen"), var en tjänsteman från den kinesiska Liangdynastin. Han var aldrig titulär premiärminister, men betraktades i stort sett som en de facto premiärminister och var välbeaktad av sina samtida.
Som de facto premiärminister ansågs Xu vara kunnig, flitig och ärlig. Han tillbringade ofta nätterna på sitt kontor, snarare än i sitt hus - i så hög grad att hans hund inte kände igen honom och började skälla på honom när han åkte hem. Under sin tjänst författade Xu också verk som syftade till att återupprätta formaliteten vid sorgetiden efter begravningar. Han brydde sig inte om att samla på sig rikedomar, och när han hade några ägodelar gav han bort dem till de fattigare medlemmarna i sin släkt.